# Batrina
Batrina je naseljeno mjesto u Republici Hrvatskoj u općini Nova Kapela u Brodsko-posavskoj županiji poznato je željezničko čvorište. 

## Zemljopis
Batrina se nalaze na istočno od Nove Kapele na cesti Nova Gradiška – Slavonski Brod. Susjedna naselja su Dragovci na sjeveru, Lužani na istoku, Seoce na jugu i Nova Kapela na zapadu.

## Stanovništvo
Prema popisu stanovništva iz 2011. godine Batrina je imala 1005 stanovnika
| broj stanovnika | 364   | 402   | 392   | 500   | 554   | 791   | 857   | 945   | 1160  | 1197  | 1242  | 1253  | 1136  | 1149  | 1096  | 1005  | 861   |
|                 | 1857. | 1869. | 1880. | 1890. | 1900. | 1910. | 1921. | 1931. | 1948. | 1953. | 1961. | 1971. | 1981. | 1991. | 2001. | 2011. | 2021. |

## Sport
- NK Batrina, nogometni klub